# GreenBrowser
GreenBrowser est un navigateur web basé sur le moteur de rendu Trident d'Internet Explorer. 
Il est disponible dans les choix de la mise à jour Windows XP "Choix de navigateur" (02/03/2010).